# Vol(l)ume 14
Vol(l)ume 14 – czternasty album studyjny niemieckiego zespołu thrash metalowego Tankard. Wydawnictwo ukazało się 17 grudnia 2010 roku nakładem wytwórni muzycznej AFM Records. Nagrania zostały zarejestrowane we wrześniu 2010 roku w MX studios w Buchen. Do utworu "Rules for Fools" nakręcono teledysk.

## Lista utworów
Opracowano na podstawie materiału źródłowego.
1. "Time Warp" - 6:01
2. "Rules for Fools" - 3:55
3. "Fat Snatchers (The Hippo Effect)" - 5:12
4. "Black Plague (BP)" - 4:24
5. "Somewhere in Nowhere" - 4:09
6. "The Agency" - 5:04
7. "Brain Piercing of Death" - 4:20
8. "Beck's in the City" - 3:29
9. "Condemnation" - 6:23
10. "Weeken Warriors" - 7:25

## Skład zespołu
Opracowano na podstawie materiału źródłowego.
- Andreas "Gerre" Geremia - śpiew
- Andy Gutjahr - gitara
- Frank Thorwarth - gitara basowa
- Olaf Zissel - perkusja